# Virga (Wolke)

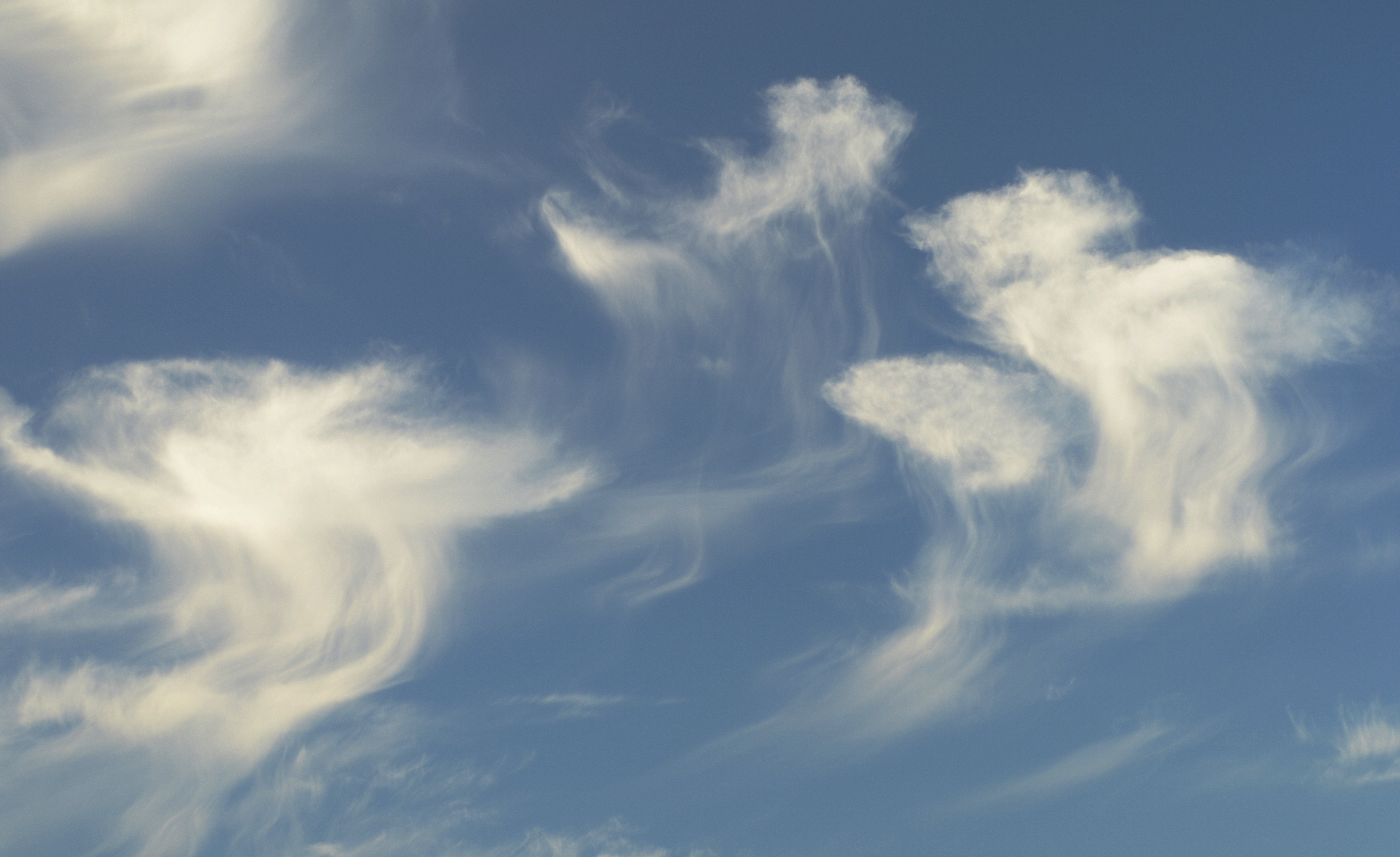
Cirrus virga in Schweden

Virga (Abk. vir) (lat. „Zweig“) ist Niederschlag in Form von Regen, Sprühregen, Schnee, Eiskörnern, Frostgraupeln, Hagel usw., der sich in Form vertikal oder schräg herabhängender Schleppen (Fallstreifen) an der Unterseite einer Wolke zeigt, den Erdboden jedoch nicht erreicht. Das Gegenstück zu virga bildet praecipitatio: Bei dieser Sonderform erreicht der Niederschlag den Erdboden. Diese Sonderform kommt meist bei Cirrocumulus, Altocumulus, Altostratus, Nimbostratus, Stratocumulus, Cumulus und Cumulonimbus vor.

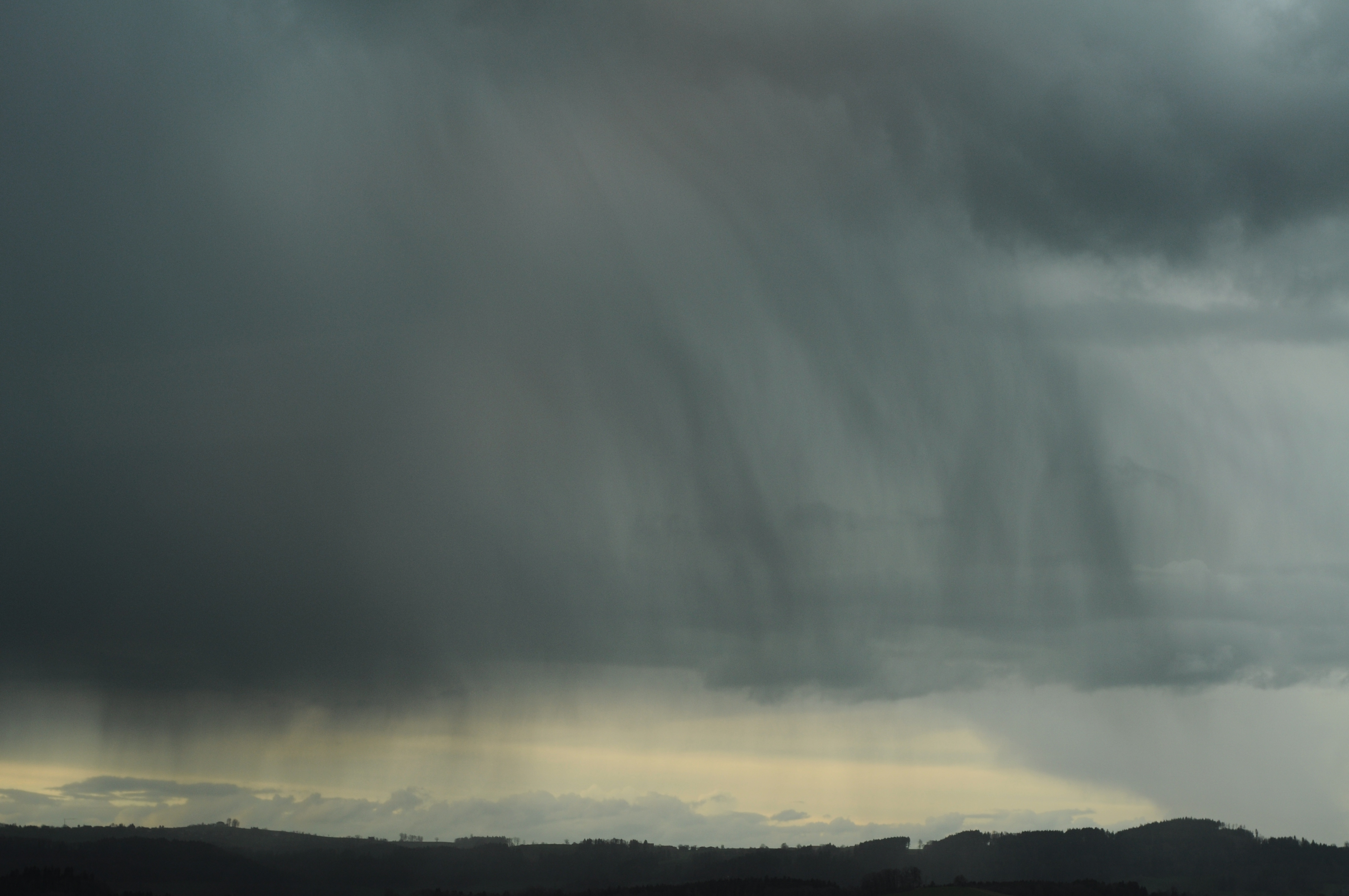
Nimbostratus virga während des Durchgangs einer Kaltfront
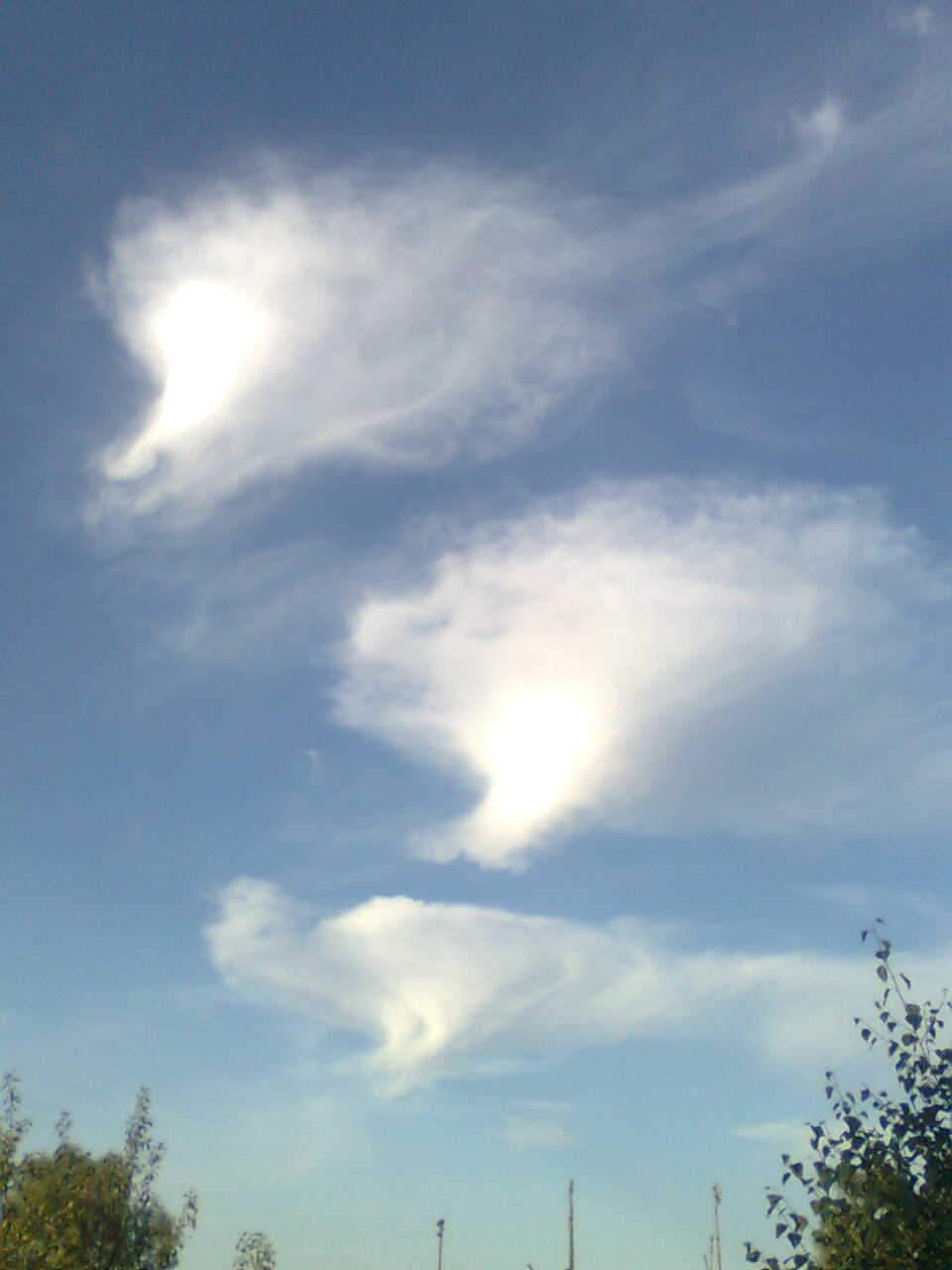
Cirrus virga über Deutschland